# 聚分韻略
『聚分韻略』（しゅうぶんいんりゃく）は、虎関師錬によって編纂された日本の代表的な韻書。嘉元4年（1306年）自序。もと5巻。
早くから印刷され、中世から近世にかけて最も頻繁に重版・改版された。単なる韻書としてだけでなく、意味分類や熟語例によって作詩参考書としての機能を持ち、またカナが加えられることによって節用集的な機能も果たすようになった。
『聚分韻略』の影響を受けた書物には『温故知新書』『下学集』『節用集』『塵芥』『新韻集』『伊呂波韻』などがある。

## 概要
『聚分韻略』は虎関師錬が29歳のときに著し、同時に開板されたと考えられる。南北朝時代から室町時代に刊行された十数種類の本が知られ、慶長年間以前、抄写でなく印刷が盛んに行われた唯一の日本の書物であった。
本来の形では伝統的な中国の韻書と同様に上平・下平・上声・去声・入声の5巻に分かれていた。『広韻』の同用韻をひとつにまとめた113の韻目を持つ。たとえば上平声は東第一・冬鍾第二にはじまり、刪山第十五におわる。同じ韻に属する字は意味によって12の門に分けられる（乾坤・時候・気形・支体・態芸・生植・食服・器財・光彩・数量・虚押・複用）。字数は約8000字前後で、国会図書館蔵の無刊記原形十行版で7945字である。
注釈は漢文でつけられ、中国の韻書によったところが多い。とくに『広韻』をもとにした注が多いが、それ以外の書籍による注も見られる。
室町時代中期（15世紀後半）以降、入声を除く3つの声調を上下三段に重ねた『三重韻』と呼ばれる形式が流行し、本来の5巻本はすたれた。三重韻形式には朝鮮の『三韻通考』のような韻書の影響が考えられている。
中世の諸版本の多くにはカナで音訓が加筆されている。慶長17年（1612年）版ではカナが付刻されるようになり、約11400の字音と約6140の字訓がつけられている。漢字の左に漢音・呉音、右に唐音、下に訓を記す。唐音は時代によって内容が異なり、延宝2年（1674年）版以降は近世的唐音がしばしば認められる。また、享保4年（1719年）版『広益三重韻』のように、類推によって作られた和製唐音を記すものもある。